# Kanawio
Kanawio est une série télévisée historique québécoise en 34 épisodes de 25 minutes en noir et blanc scénarisée par Guy Dufresne et diffusée du 15 octobre 1961 au 8 juillet 1962 à la Télévision de Radio-Canada.

## Synopsis
C’est la première émission consacrée en partie à l’histoire des Indiens au Québec. La série raconte la vie de trois familles iroquoises au XVIIe siècle. Elle montre notamment les perturbations apportées par l'homme blanc dans ces sociétés indiennes.

## Fiche technique
- Scénarisation : Guy Dufresne
- Réalisation : Aimé Forget
- Société de production : Société Radio-Canada

## Distribution
- Roland Chenail : Arakwente
- Colette Courtois : Kariosta
- Hélène Loiselle : Wasontio
- Aimé Major : Iaekens
- Gilles Pelletier : Raweras
- Guy Provost : Raweras
- Monique Miller : Wantonnis
- Dyne Mousso : Huronne
- Monique Joly : Ioawi
- Mathieu Poulin : Iorakwano
- José Rodriguez : Canawato
- Benoît Girard : L'Onnontague
- Paul Berval : Nitoken
- Benoît Marleau : Sawatis
- Jean Perraud : Tsitsakenra
- Jean-Louis Roux : Missionnaire
- Adolphe Mueller : Nasakenra